# Île Kuchistiniwamiskahikan
Île Kuchistiniwamiskahikan är en ö i Kanada.   Den ligger i provinsen Québec, i den östra delen av landet, 1 200 km norr om huvudstaden Ottawa.
Trakten runt Île Kuchistiniwamiskahikan är nära nog obefolkad, med mindre än två invånare per kvadratkilometer.